# Callicebus purinus
Il callicebo del Rio Purus (Callicebus purinus Thomas, 1927) è un primate Platirrino della famiglia dei Pitecidi.
Veniva un tempo considerata una sottospecie di Callicebus torquatus (Callicebus torquatus purinus), tuttavia al giorno d'oggi la maggior parte degli studiosi sono concordi nella sostanziale correttezza di una sua classificazione come specie a sé stante, nell'ambito del sottogenere Torquatus.
La specie abita una porzione abbastanza vasta del Brasile centrale (stati di Amazonas e Pará).